# Marsdenichthys
Marsdenichthys — вимерлий рід девонських тетрапоморф. Скам'янілості були знайдені на горі Ховітт у штаті Вікторія, Австралія, з шарів, які мають вік гіветійсько-франського періоду. Гора Ховітт є важливим місцем, яке було джерелом багатьох скам’янілостей тетраподоморфів, у тому числі Beelarongia та Howittichthys, обидва з яких були вперше описані з цього місця.
Рід Marsdenichthys був вперше названий у 1985 році на основі матеріалу, зібраного з гори Ховітт. Рід спочатку був описаний як член родини Eusthenopteridae (тепер відомого як Tristichopteridae), першого відомого в південній півкулі. Однак класифікація Marsdenichthys в межах Tetrapodomorpha часто обговорюється, і досі немає консенсусу щодо точних філогенетичних зв’язків роду.